# Wilhelm II. zu Castell
Wilhelm II. Graf und Herr zu Castell (* 1415; † 7. August 1479) war von 1426 bis zu seinem Tod Herrscher der Grafschaft Castell.

## Die Grafschaft vor Wilhelm II.
Nachdem im 13. Jahrhundert viele Rechte und Güter der Grafschaft Castell verloren worden waren, sorgten die Grafen im 14. Jahrhundert dafür, die verbliebenen Besitzungen wieder zu festigen und erwarben vermehrt Rechte. Graf Friedrich II. organisierte sich im Fränkischen Landfriedensbund und konnte das Erbschenkenamt vom Bischof von Würzburg erhalten. Seine Söhne Hermann und Friedrich III. nahmen Ämter in der Freien Reichsstadt Nürnberg an.
Graf Wilhelm I., der Großvater von Wilhelm II., zog dann gemeinsam mit dem Bischof von Würzburg gegen die Freie Reichsstadt Windsheim. Er erhielt von König Wenzel ein Münzrecht für die Grafschaft, als Münzstätte wurde Volkach bestimmt. Wilhelms II. Vater, Graf Leonhard, versuchte dann durch Markterhebung Großlangheims ein Gegengewicht zu Volkach aufzubauen, das in den vorherigen Jahrhunderten mehr und mehr von den Würzburgern beherrscht wurde.

## Leben
Wilhelm II. wurde zu Beginn des 15. Jahrhunderts geboren. Er war der Sohn von Graf Leonhard zu Castell und Frau Anna von Hohenlohe-Speckfeld. Über die Geschwister, Jugend und Ausbildung des Grafen schweigen die Quellen. Erstmals genannt wurde Wilhelm II. im Jahr 1415. Nach dem Tod seines Vaters übernahm Wilhelm im Jahr 1426 die Herrschaft über die Grafschaft. Die ersten Amtshandlungen sind nicht überliefert.
Erst 1435 setzt die Regierung des Grafen in den Quellen ein. Er begann zu diesem Zeitpunkt mit der Veräußerung vieler Güter und Rechte an das Hochstift Würzburg, das in der Region gegenüber den kleineren Herrschaften immer selbstbewusster auftrat. Bis zum Jahr 1457 erhielt er für diese Verkäufe insgesamt 40.000 Gulden. Unter anderem kam 1447 die Hälfte der Stadt Volkach an die Grafen von Weinsberg, Henneberg und Limpurg, ebenso wurde Großlangheim veräußert.
Den Höhepunkt des Niedergangs der Grafschaft wurde am 24. Oktober 1457 erreicht: Graf Wilhelm gestattete zu diesem Zeitpunkt dem Würzburger Bischof Johann III. von Grumbach die gesamte Grafschaft als Mannlehen zu nehmen. Der Graf erhielt dafür eine Leibrente von 500 Gulden zugesprochen. Für diese Tat wurde Wilhelm von den Nachfolgern als leichtfertig bezeichnet. Er starb am 7. August 1479 und wurde in der Klosterkirche in Birklingen bestattet.

## Ehe und Nachkommen
Graf Wilhelm ehelichte vor dem Jahr 1435 Gräfin Anna von Helfenstein. Aus der Verbindung gingen insgesamt vier Kinder hervor, von denen jedoch nur der Thronfolger Friedrich in den Quellen ausführliche Erwähnung fand.
- Leonhard
- Friedrich († um 1498)
- Veronika
- Amelie[3]